# Tường thành
Tường thành là khối kiến trúc được dựng lên để bảo vệ một khu vực nào đó. Tường thường được xây cao để tránh sự xâm nhập từ bên ngoài vào. Các vật liệu thường được sử dụng để xây tường thành như đất, vữa, gạch,.v.v.